# أولاد سعيد بوكادل (المصابيح الطالعة)
أولاد سعيد بوكادل هو دُوَّار يقع بجماعة سيدي شيكر، إقليم اليوسفية، جهة مراكش آسفي في المملكة المغربية. ينتمي الدوّار لمشيخة المصابيح الطالعة التي تضم 17 دوار. يقدر عدد سكانه بـ 676 نسمة حسب الإحصاء الرسمي للسكان والسكنى لسنة 2004.

## روابط خارجية
- البوابة الوطنية للجماعات الترابية
- المندوبية السامية للتخطيط